# Bulbophyllum longimucronatum
Bulbophyllum longimucronatum là một loài phong lan thuộc chi Bulbophyllum.